# Сага про Кугеля

Wanderer oil painting by Konstantin Korobov 2014

«Сага про Кугеля» (  англ. Cugel's Saga ) - назва книги  Джека Венса, опублікована у 1983 році. Події в книзі розгортаються безпосередньо після описаних в «Очі чужого світу »і відбуваються у тому ж же всесвіті, що і інші твори автора із серії « Вмираюча Земля».

### Короткий зміст
Після того як Кугель знову був закинутим демоном на берег моря, він цього разу обирає інший маршрут для повернення в Альмерії. Рятуючись від переслідування монстрів, Кугель переховується у будинку Тванго, де наймається до нього на службу як управляючий. За допомогою робітників Тванго займається вилученням з розташованого поруч з його особняком болота лусочок Садларка — божества з Верхнього Світу, що колись впав на землю і загинув. Луска потім продається через посередників в Альмерії. Попрацювавши деякий час, Кугель шахрайським шляхом заволодіває вже проданою і упакованою партією лусочок, щоб потім видати їх за знову знайдені і продати ще раз. Однак його плани руйнуються: інші робітники випадково виявляють його заховані лусочки і, в свою чергу, крадуть їх. Кугель біжить зі служби Тванго ні з чим, окрім найціннішої з усіх лусочок Садларка — «Нагрудний підриваючий небеса феєрверк», яку він випадково виловив у болоті, і направляється в Саскервой.

### Незвичайні пригоди Кугеля
Прибувши в місто, Кугель влаштовується на корабель «Галанте» "хробакарем", в обов'язки якого входить турбота про величезних хробаків,що  впрягаються з боків корабля і забезпечують його рух при відсутності вітру, незважаючи на повну відсутність знань про дану професію. Після прибуття на один з островів, Кугель підслуховує план капітана корабля позбутися його і найняти іншого хробакаря. На острові Кугель вдається провести серію шахрайських дій, за результатами яких він заволодіває «Галанте» разом  з дружиною і дочкою торговця Сольдінка на борту, і значною сумою грошей. Відпливши від берега, Кугель подорожує по морю, поклавши всі обов'язки на жінок, також призначаючи дочок Сольдінка по черзі задовольняти його сексуальні потреби ночами. Однак вдаючись до неробства, Кугель не помітив, що щоночі дружина Сольдінка таємно повертала корабель назад. Через деякий час їх наздогнали капітан «Галанте» і Сольдінк. Кинувши корабель, котрий сів на мілину, а разом і жінок, і гроші, Кугель вистрибнув на мілину і побіг геть від берега, рятуючи своє життя.
Кугель прибуває в невелике поселення, де залишається на ніч у старого по імені Нісбет, який займається будівництвом колон. Місцеві чоловіки проводять час в неробстві на вершинах цих колон, насолоджуючись заходом сонця, в той час як їхні дружини працюють і змагаються в будівництві колон для чоловіків. Кугель влаштовується помічником Нісбета, і незабаром придумує шахрайство, що дозволяє прискорити виконання замовлень на будівництво: вони виймають блоки каменів з підстави колон, продають їх як знову виготовлені, і поміщають наверх. Деякий час справа процвітає, але незабаром обман виявляється. Нісбет і Кугель поділяються і біжать від натовпу розлючених жінок.

### Кугель і магія
Подорожуючи по небезпечній місцевості, Кугель зупиняється на ніч в особняку мага Фосельма, що має в окрузі погану репутацію. Хитрістю Кугель пов'язує чарівника, але той легко звільняється і, як ніби нічого не сталося, починає грати роль привітного господаря, сподіваючись заволодіти безцінною лусочкою Садларка, яку він помітив у Кугеля. Використовуючи свої чарівні черевики, які роблять будь-які предмети невагомими на час і отримані ним в період роботи у Нісбета, Кугель вночі біжить з особняка.

### Завершення пригод Кугеля
Після цілого ряду інших пригод Кугель нарешті прибуває в Альмерії і зустрічається з Юкоуну, який і був чарівником, що скуповував лусочки Садларка. У наступному  протистоянні в особняку мага в Перголо, Юкоуну вбирається в костюм з лусочок Садларка, на якому бракує тільки «Нагрудного підриваючого небеса феєрверку», що дає йому силу магії надістоти з Верхнього Світу. Вдаючи, що програє, Кугель обманом змушує Юкоуну докласти останню лусочку до чола, і укладена в ній сила поглинає мага. Кугель стає господарем особняка Юкоуну і укладених в ньому скарбів.